# Commissario europeo della Danimarca
Il commissario europeo della Danimarca è un membro della Commissione europea proposto al Presidente della Commissione dal Governo della Danimarca.
La Danimarca ha diritto ad un commissario europeo dal 1º gennaio 1973, anno della sua adesione alla Comunità Economica Europea.

## Lista dei commissari europei della Danimarca
| Commissario            | Competenza                                                                | Commissione                     | Periodo        | Partito |
| ---------------------- | ------------------------------------------------------------------------- | ------------------------------- | -------------- | ------- |
| Dan Jørgensen          | Energia e politiche abitative                                             | von der Leyen II                | 2024-in carica | SD      |
| Margrethe Vestager     | Europa pronta per l'era digitale e Concorrenza (Vicepresidente esecutivo) | von der Leyen I                 | 2019-2024      | RV      |
| Margrethe Vestager     | Concorrenza                                                               | Juncker                         | 2014-2019      | RV      |
| Connie Hedegaard       | Azione per il Clima                                                       | Barroso II                      | 2010-2014      | Venstre |
| Mariann Fischer Boel   | Agricoltura e Sviluppo rurale                                             | Barroso I                       | 2004-2010      | Venstre |
| Poul Nielson           | Sviluppo e Aiuti umanitari                                                | Prodi                           | 1999-2004      | SD      |
| Ritt Bjerregaard       | Ambiente                                                                  | Santer e Marín                  | 1995-1999      | SD      |
| Henning Christophersen | Affari economici e monetari (Vicepresidente)                              | Delors I, Delors II e Delors II | 1985-1995      | Venstre |
| Poul Dalsager          | Agricoltura                                                               | Thorn                           | 1981-1985      | SD      |
| Finn Olav Gundelach    | Agricoltura e Pesca (Vicepresidente)                                      | Jenkins e Thorn                 | 1977-1981      | nessuno |
| Finn Olav Gundelach    | Mercato interno e Unione doganale                                         | Ortoli                          | 1973-1977      | nessuno |